# Весёловское муниципальное образование
Весёловское муниципальное образование — муниципальное образование со статусом сельского поселения в 
Чунском районе Иркутской области России. Административный центр — посёлок Весёлый.

## Демография
По результатам Всероссийской переписи населения 2010 года 
численность населения муниципального образования составила 2067 человек, в том числе 987 мужчин и 1080 женщин.

## Населённые пункты
В состав муниципального образования входят населённые пункты
- Весёлый
- Кулиш
- Окраина
- Паренда
- Питаева
- Тарея[2]